# Aviorix
Aviorix est une série de bande dessinée belge créée par Marcel Moniquet et publiée dans l'hebdomadaire Héroïc-Albums en 1955-1956, puis lors de sa brève résurrection en 1969-1970.
Aviorix est un jeune homme gaulois appartenant à la tribu des Ours qui, avec sa sœur la druidesse Velléda, combat ceux qui s'attaquent à son clan basé en bord de Meuse.